# Кузьминка (Речицкий район)
Кузьминка (бел. Кузьмінка) — упразднённая деревня в Вышемирском сельсовете Речицкого района Гомельской области Республики Беларусь.

## География
Располагалась в 43 км на юг от районного центра и железнодорожной станции Речица (на линии Гомель — Калинковичи), 93 км от Гомеля.

## Транспортная сеть
Транспортные связи велись по просёлочной дороге, затем автомобильной дороге Лоев — Речица. Деревня была застроена односторонне деревянными усадьбами.

## История
Основана в начале XX века переселенцами из соседних деревень. В 1908 году в Холмечской волости Речицкого уезда Минской губернии. В 1932 году организован колхоз «Май», работали кузница, шерсточесальня и ветряная мельница. Во время Великой Отечественной войны в июне 1943 года оккупанты полностью сожгли деревню и убили 1 жителя. В бою за деревню 14 ноября 1943 года погиб старший сержант Т. Ниязмамедов (присвоено звание Герой Советского Союза). 4 жителя погибли на фронте. Согласно переписи 1959 года в составе колхоза имени XXII съезда КПСС (центр — деревня Вышемир).
12 августа 2011 года деревня Кузьминка упразднена.

## Население
- 1908 год — 14 дворов, 99 жителей.
- 1930 год — 22 двора, 108 жителей.
- 1940 год — 47 дворов, 167 жителей.
- 1959 год — 105 жителей (согласно переписи).
- 2004 год — 1 хозяйство, 1 житель.